# Gabriel Burmeister

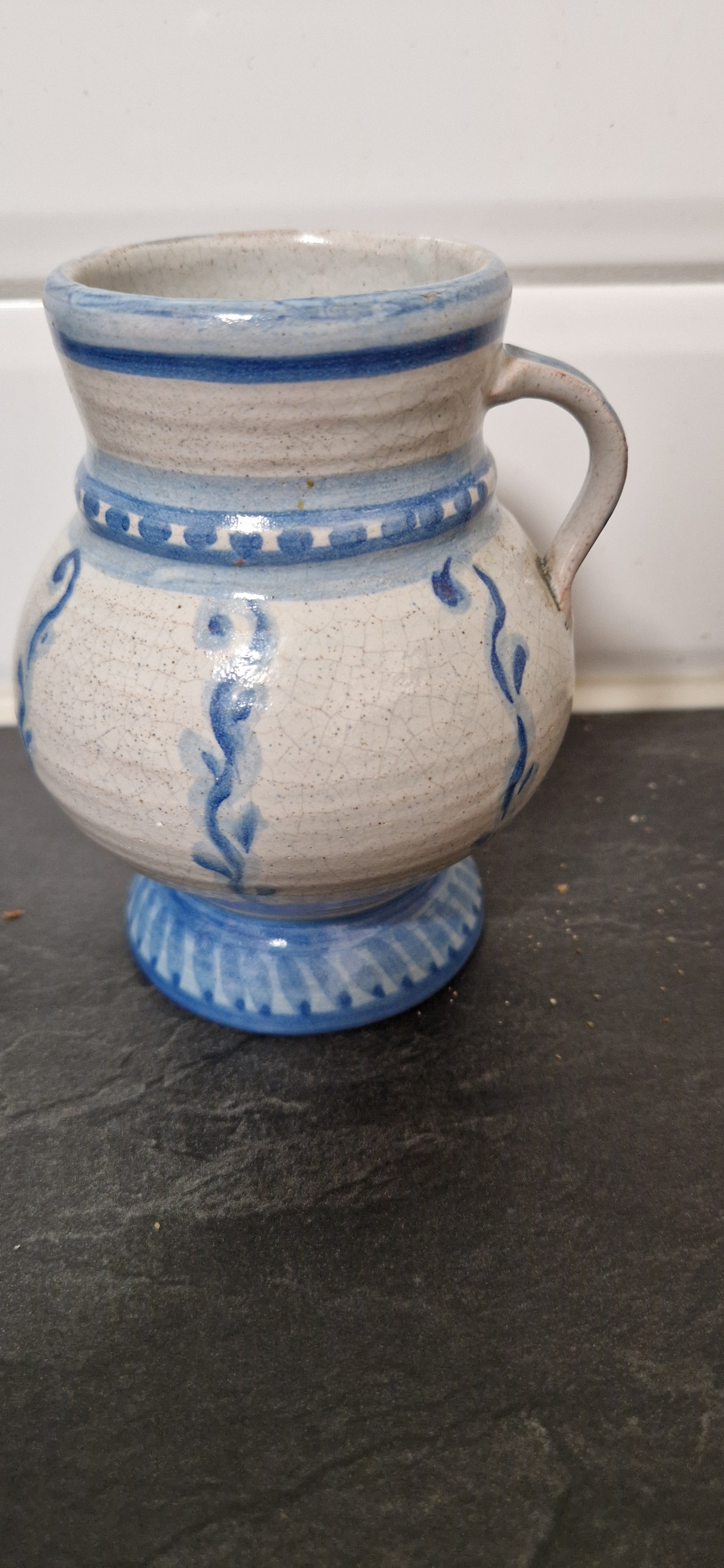
Vas, tillverkad av Gabriel Burmeister för Uppsala-Ekeby 1921.

Gabriel Henric Burmeister, född 9 juli 1886 i Karlshamn, död 30 maj 1946 i Timmernabben (kyrkobokförd i Kalmar), var en svensk konstnär och grafiker.
Han var son till trävaruexportören Henrik Bernhard Burmeister och Elin Cecilia Hedberg. Burmeister blev 1904 elev vid Tekniska skolan, studerade 1907 för Christian Krohg i Paris och samma år för Adolf Hölzel vid Stuttgarts konstakademi och 1908-1912 etsning för Axel Tallberg vid konstakademien i Stockholm. Till att börja med var han i första hand verksam inom grafikens område, där han utvecklade en egen metod – Gabrielmetoden. 1912 upprättade han en etsningsskola och tog initiativet till flera sammanslutningar för grafiker. 1915 blev han chef för konstförlaget Grafia. Sedan gick han över till keramiken och arbetade främst för Upsala-Ekeby 1921-1922 och Bobergs fajansfabrik 1922-1925, innan han 1925 grundade sin egen fabrik i Timmernabben, Gabriel Keramik.
Han har gett namn åt den så kallade Gabrielfajansen. Han är representerad vid  Nationalmuseum, Moderna museet, Kalmar konstmuseum, Länsmuseet Gävleborg och Göteborgs museum.